# Christian Maclagan
Christian Maclagan (Braehead, Denny, 1811 – Ravenscroft, Stirling, 10 de maio de 1901) foi uma antiquária escocesa e uma das primeiras arqueólogas. Ela é conhecida por sua coleção de ruínas de cruzes celtas e pedras pictas de toda a Escócia, sendo pioneira na escavação estratigráfica. Embora ela tenha perdido o uso da mão direita devido a uma condição médica, ela produziu vários desenhos, esboços e pinturas com a mão esquerda. Ela agiu para ajudar as pessoas afetadas pela pobreza em Stirling. Ela se recusou a posar para retratos, embora um obituário a descrevesse como alta. Ela era sufragista. Ela escreveu uma autobiografia, mas o roteiro permanece perdido. Ela foi escolhida para ser uma das Heroínas da Escócia homenageadas no Salão dos Heróis do Monumento Nacional Wallace. Ela morreu em Ravenscroft, Stirling.

## Primeiros anos

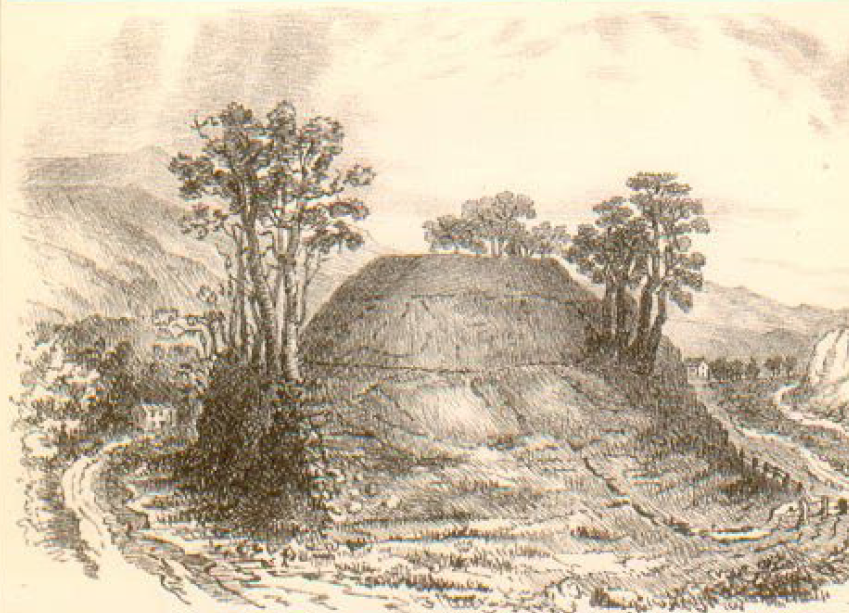
Christian Maclagan, desenho de Keir Hill, Gargunnock, 1870

Filha do destilador e químico George Maclagan e Janet Colville de Stirling, ela nasceu na fazenda da família em Braehead perto de Denny. Seu pai morreu em 1818, assim como seu avô paterno, Frederick Maclagan, ministro da paróquia na cidade de Melrose, e sua mãe mudou a família para Stirling. Ela morava em uma casa em Pitt Terrace, uma parte rica da cidade perto de St Ninian's Well e dos modernos escritórios do Conselho de Stirling.
Sua mãe morreu em 1858, e até então Christian Maclagan se engajou em atividades filantrópicas, estabelecendo uma Escola Dominical e assinando o custo de uma biblioteca. Após a ruptura de 1843, ela se juntou à Igreja Livre da Escócia e, em 1865, financiou a construção de uma nova igreja. Seu relacionamento com a Igreja Livre azedou na década de 1870 e ela processou para recuperar a igreja que ela então presenteou à Igreja da Escócia estabelecida. Ela aparentemente recebeu um legado de um de seus irmãos na época da morte de sua mãe, e isso a estabeleceu como uma mulher de alguma riqueza. Sua propriedade foi avaliada em 3100 libras esterlinas em sua morte.
Ela era bem educada, conhecia bem latim, francês, grego e gaélico — seu avô paterno havia tentado uma tradução da Bíblia para o gaélico. Ela também falava um pouco de italiano e era uma artista de alguma habilidade.[carece de fontes?]

## Atividades do antiquário

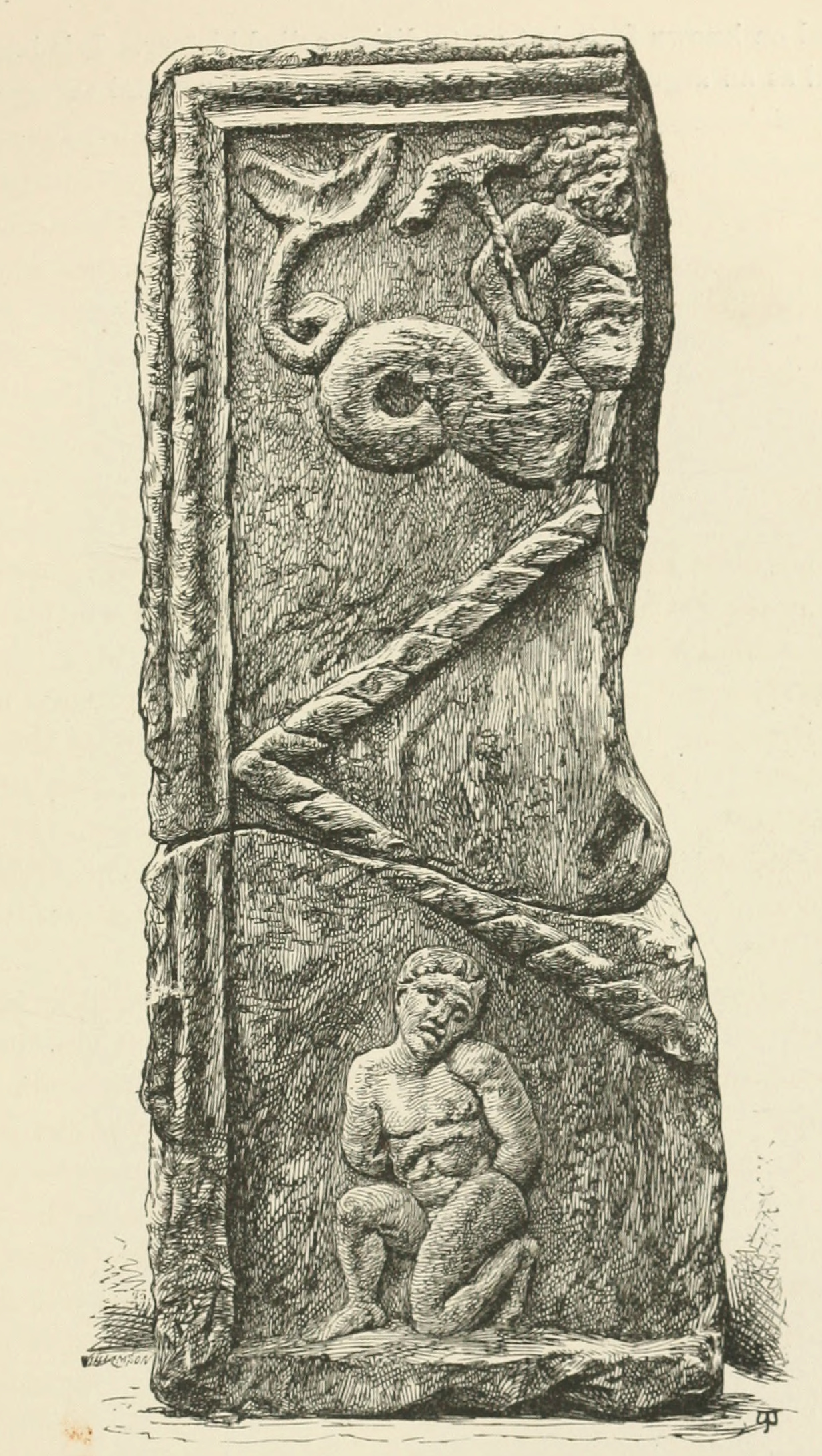
Esboço de artista não registrada em laje de distância, encontrado em Arniebog Farm, Westerwood, Cumbernauld. Christian Maclagan tentou comprar a laje e produziu um esboço dela em tinta. A obra foi digitalizada e um vídeo produzido.

Maclagan teorizou que os círculos e túmulos megalíticos eram os restos de casas e fortes. Ela acreditava que um exame acadêmico de todos esses locais revelaria uma mensagem, através da 'linguagem' arqueológica necessária para tal exame. As descobertas de suas investigações incluíram escombros de centenas de espécimes arqueológicos de vários locais e foram publicadas às suas próprias custas. Ela realizou uma escavação no Mither Tap, na aldeia de Bennachie. Algumas de suas teorias foram consideradas excêntricas para seus contemporâneos. A rejeição de seus pontos de vista pode ser devido a atitudes sexistas de sua época, ou devido aos comentários antropológicos que Maclagan faria ao lado de seus estudos arqueológicos. Pelo menos um autor criticou seu trabalho apesar de, presumivelmente por causa de seu nome de batismo, confundi-la com um homem.
Um de seus principais interesses eram os brochs da Escócia e ela também foi uma das pioneiras da escavação estratigráfica. Ela concebeu um método especial para tirar detritos de pedras esculpidas; os detalhes exatos de como isso foi feito foram mantidos em segredo. Possivelmente, sua maior contribuição para a posteridade foi sua coleção meticulosa de gravuras de cruzes cristãs celtas e pedras de símbolos pictos, feitas a partir de 1850. Essas depurações incluem algumas das primeiras feitas na Caverna de Wemyss.
Por ser mulher, Maclagan foi impedida de obter uma bolsa da Sociedade de Antiquários da Escócia (em inglês: Society of Antiquaries of Scotland) e, em vez disso, ela era apenas uma Lady Associate como Lady John Scott e Rainha Vitória. Ela disse a amigos que era antiquária antes do nascimento da rainha Vitória. Mais tarde, ela ameaçou renunciar ao título, já que a sociedade leu seus papéis em sua ausência, sem que ela tivesse a oportunidade de responder. Ela não podia publicar formalmente, pois a Society não permitia que um homem publicasse seu trabalho em seu nome. Como resultado disso, supõe-se, ela optou por enviar suas gravuras para o Museu Britânico. Ela, portanto, permaneceu uma Lady Associate até o dia de sua morte por volta dos 92 anos. O Museu Smith, em Stirling, contém um de seus modelos de uma torre de broch e uma escultura de madeira como homenagem a ela. Ela foi enterrada no cemitério da cidade velha de Stirling.
Esse sexismo também pode ter levado seu trabalho a ser negligenciado e uma de suas principais descobertas, Livilands Broch, perdida. Um projeto de financiamento coletivo foi lançado em 2016 pelo arqueólogo do Stirling Council, Dr. Murray Cook, para redescobrir o broch que ela descobriu.

## Comemoração
Uma placa comemorativa do Historic Environment Scotland foi revelada na 19 Clarendon Place, na Escócia, em agosto de 2019.

## Obras publicadas
- The Hill Forts Stone Circles and Others Structural Remains of Ancient Scotland (em inglês), Edmonston and Douglas, 1875.[32]
- Chips from old stones (em inglês), 1881[33]
- What Mean These Stones? (em inglês)[34] D. Douglas, 1894 (described as a "slight and idiosyncratic work" by Euan MacKie).[4]
- A catalogue raisonné of the British Museum collection of rubbings from ancient sculptured stones (em inglês). 1898[35]
- On the Round Castles and Ancient Dwellings of the Valley of the Forth, and its Tributary the Teith (em inglês).[36][37]
- Notes of a Roman Sculptured Stone recently discovered at Cumbernauld, and of an Inscribed Stone at Stirling (em inglês), &c. (com fotografia e cópia de inscrição). pp 178–179.[38][16]